# John Lilly
John Cunningham Lilly (6. ledna 1915, Saint Paul, Minnesota – 30. září 2001, Los Angeles) byl americký lékař, psychoanalytik, psychonaut, neurovědec, filosof a spisovatel.
Zabýval se výzkumem vědomí a to prostřednictvím pokusů v deprivační nádrži, psychedelických drog či výzkumem inteligence delfínů. Přátelil se s mnoha osobnostmi své doby, jeho častými hosty byli například Albert Hofmann, Gregory Bateson, Ram Dass, Timothy Leary, Werner Erhard, nebo Richard Feynman.
Byl členem kalifornské kontrakultury vědců, mystiků a myslitelů, která vznikla v pozdních 60. a raných 70. letech.

## Přehled kariéry
Lilly byl kvalifikovaným lékařem a psychoanalytikem. Přispěl k oborům biofyziky, neurofyziologie, elektroniky, počítačové vědy a neuroanatomie. Vynalezl a propagoval používání izolačního tanku jako způsobu senzorické deprivace. Také vynalezl „peak flow“ měřič, sloužící ke zjišťování míry cirkulace vzduchu v těle. Také byl průkopníkem v pokusu navázání mezidruhového kontaktu mezi člověkem a delfínem. Jeho práce pomohla vytvořit ve Spojených státech ujednání o ochraně mořských savců.
Začínal jako běžný vědec, provádějící rozličné výzkumy pro univerzity a vládu. Jak ale pokračoval ve svých vlastních otázkách, začal se ponořovat do oblastí, jež mainstreamová věda považuje za okrajové. Publikoval mnoho knih a na jeho práci byly volně založeny dva Hollywoodské filmy.

### Kariéra
John Lilly se narodil 6. ledna 1915 v Saint Paul v Minessotě a již od dětství vykazoval zájem o vědecké experimentování. Studoval fyziku a biologii na Kalifornském technologickém institutu, promoval v roce 1938. Vystudoval také medicínu na Lékařské univerzitě v Dartmouthu a lékařský diplom obdržel od Pensylvánské univerzity v roce 1942.

### Raný výzkum
Během druhé světové války zkoumal fyziologii létání ve vysokých nadmořských výškách a vynalezl nástroje pro měření tlaku plynu. Po válce podstoupil trénink v psychoanalýze na Pensylvánské univerzitě, kde začal zkoumat fyzickou strukturu mozku a vědomí. V roce 1951 publikoval článek popisující jak je možné zobrazit vzorce elektrické aktivity mozku na obrazovce katodového paprsku za použití elektrod, jež speciálně navrhl pro zavedení do živého mozku.

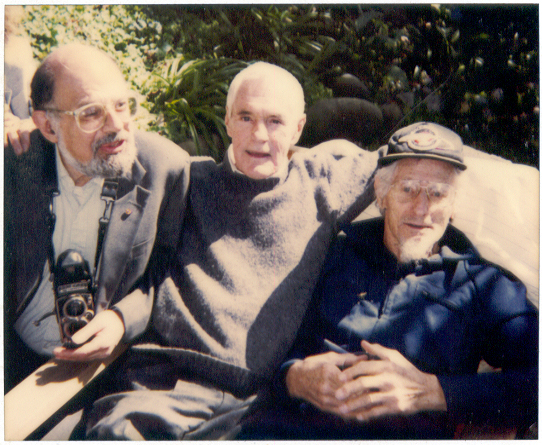
Allen Ginsberg, Timothy Leary a John C. Lilly v roce 1991

### Vynález senzorického deprivačního tanku
V roce 1953 přijal pracovní místo u amerického Sboru pověřených úředníků pro službu veřejnému zdravotnictví, kde se zabýval studiem neurofyziologie. U Národního institutu mentálního zdraví (NIMH) v roce 1954,

 vedený touhou odstranit z mysli/mozku vnější stimuly, vymyslel první floating tank či izolační nádrž, což je tmavá zvukotěsná nádrž s teplou mořskou vodou, ve které se mohou jedinci vznášet po dlouhé hodiny za smyslové izolace. Lilly a jeho výzkumní kolegové byly prvními kdo se zúčastnil tohoto výzkumu.
Později studoval jiné savce s velkým mozkem a v pozdních 50. letech založil centrum zasvěcené rozvoji lidsko-delfíní komunikaci: Institut pro výzkum komunikace na ostrově St. Thomas na Panenských ostrovech. V raných 60. letech, Lilly a jeho spolupracovníci publikovali několik článků, popisujících schopnost delfínů napodobovat řečové vzorce. Další výzkumy delfíní kognice však celkově nebyly schopny zopakovat jeho výsledky.

### SETI
Lilly se angažoval ve Výzkumu mimozemské inteligence (SETI). V roce 1961 se skupina výzkumníků včetně Lillyho shromáždila u Green Bank observatoře za účelem prodiskutování možnosti použití techniky radiové astronomie za účelem detekování důkazů inteligentního života mimo naši Sluneční soustavu. Sami se nazvali Řád delfína podle práce Lillyho s delfíny. Vyvinuli Drakeovu rovnici pro odhad počtu mimozemských civilizací v naší galaxii.

### Výzkum lidského vědomí
V raných šedesátých letech byl zasvěcen do psychedelických drog jako LSD a (později) ketaminu a začal sérii experimentů ve kterých požil psychedelikum buď v izolačním tanku nebo ve společnosti delfínů. Tyto události jsou popsány v jeho knihách Programování a metaprogramování lidského biopočítače: teorie a experimenty a V centru cyklónu, obou publikovaných v roce 1972. Dle rady Ram Dasse, Lilly studoval systém jógy zvaný Patanjali (objev I. K. Taimniho knihy Science of Yoga, což je modernizovaná interpretace sanskrtského textu, jež nejvíce vyhovovala jeho cílům). Také věnoval zvláštní pozornost otázce „Kdo jsem?“ dle meditace zastávané Sri Ramana Maharshima přeformuloval zásady tohoto cvičení podle jeho paradigmatu „lidského biopočítače“ (popsané v knihách Programování a metaprogramování lidského biopočítače: teorie a experimenty a V centru cyklónu).
Později cestoval do Chile a trénoval zde spolu se spritiuálním vůdcem Oscarem Ichazem (jehož postoj k výzkumu metafyzického vědomí charakterizoval Lilly jako „empirický“ v knize V centru cyklónu). Lilly prohlašoval, že dosáhl nejvyšší úrovně Satori-Samadhi během tohoto tréninku.

### Pozdější kariéra
Dohromady publikoval 19 knih, včetně V centru cyklónu, kde popisuje své vlastní zkušenosti s LSD a Člověk a delfín a Mysl delfína, které popisují jeho práci s delfíny.
Ve středních a pozdních 70. letech byl poradcem filmového tvůrce George Lucase.
V 80. letech vedl projekt, který usiloval naučit delfíny počítačově syntetizovaný jazyk. Lilly navrhl výzkumný design pro budoucí "komunikační laboratoř", která by byla vznášejícím se obývacím pokojem, kde by lidé a delfíni mohli komunikovat jako rovný s rovným a kde by našli společnou řeč.
Předvídal dobu, kdy zabíjení všech velryb a delfínů ustane „nikoliv z důvodu zákona, nýbrž z lidského porozumění, že se jedná o prastaré, cítící obyvatele Země, s ohromnou inteligencí a životní silou. Nikoliv někdo koho můžeme zabít, ale někdo, od koho se máme co učit“.
V roce 1990 se Lilly přestěhoval na ostrov Maui na Havaji, kde žil po většinu zbytku svého života.
Jeho knižní práva a vědecké objevy zaštiťuje Human Software, Inc., zatímco jeho dobročinné snahy jsou soustředěny pod Human Dolphin Foundation. Výzkumný ústav Johna Lillyho, Inc. pokračuje ve výzkumu témat, jež zajímaly Lillyho.

## Inteligence pevné formy
Inteligence pevné formy, Solid State Intelligence neboli SSI je zlomyslná entita popisovaná Johnem C. Lillym (viz Vědec). Podle Lillyho, síť počítání-schopných elektronických systémů v pevném stavu, navrhovaných lidmi, se nakonec vyvine (nebo se již vyvinula) do autonomní životní formy. Jelikož optimální životní podmínky pro tuto životní formu (vakuum o nízké teplotě) jsou drasticky odlišné od těch, co potřebuje člověk (vzduch pokojové teplota a adekvátní přísun vody), Lilly předvídal /nebo "prorokoval", dle jeho ketaminem-navozených vizí) dramatický konflikt mezi těmito dvěma formami inteligence.

## Kulturní odkaz
Lillyho práce s delfíny a vývojem senzorické deprivační nádrže byla zmíněna ve filmech, hudbě a televizních produkcích.

## Dílo
- Seznam děl v Souborném katalogu ČR, jejichž autorem nebo tématem je John Lilly
- LILLY, John C. Vědec : metafyzický životopis. Praha: Maťa & Dharmagaia, 2000. 258 s. ISBN 8086013863.
- LILLY, John C. Člověk a delfín. Praha: Mladá fronta, 1966. 196 s.